# گائو لی
گائو لی (انگلیسی: Gao Lei؛ زادهٔ ۳ ژانویهٔ ۱۹۹۲) ژیمناست ترامپولین اهل چین است.